# USS Manley (DD-940)
USS Manley (DD-940) là một tàu khu trục lớp Forrest Sherman từng hoạt động cùng Hải quân Hoa Kỳ trong giai đoạn Chiến tranh Lạnh. Nó là chiếc tàu chiến thứ ba của Hải quân Hoa Kỳ được đặt cái tên này, được đặt theo tên Thiếu tướng Hải quân John Manley (khoảng 1733-1793), người từng phục vụ cùng Hải quân Đại Lục trong cuộc Chiến tranh Cách mạng Hoa Kỳ. Nó đã phục vụ tại các khu vực Đại Tây Dương và Thái Bình Dương, từng tham gia cuộc Chiến tranh Việt Nam, cho đến khi xuất biên chế vào năm 1983. Con tàu cuối cùng bị bán để tháo dỡ vào năm 1992.

## Thiết kế và chế tạo
Khi đưa vào hoạt động, lớp Forrest Sherman là những tàu khu trục Hoa Kỳ lớn nhất từng được chế tạo, dài 418 foot (127 m) và trọng lượng choán nước tiêu chuẩn 2.800 tấn (2.800 tấn Anh). Nguyên được thiết kế theo dự án SCB 85, chúng được trang bị ba pháo 5 inch (127 mm)/54 caliber trên ba tháp pháo đơn (một phía mũi, hai phía đuôi tàu), bốn pháo phòng không 3 inch (76 mm)/50 caliber trên hai tháp pháo đôi, cùng súng cối Hedgehog và ngư lôi chống ngầm.
Manley được đặt lườn tại xưởng tàu của hãng Bath Iron Works Corporation ở Bath, Maine vào ngày 10 tháng 2, 1955. Nó được hạ thủy vào ngày 12 tháng 4, 1956, được đỡ đầu bởi bà Arleigh A. Burke, phu nhân của Đô đốc Arleigh A. Burke Tư lệnh Tác chiến Hải quân Hoa Kỳ đương nhiệm. Con tàu nhập biên chế cùng Hải quân Hoa Kỳ tại Xưởng hải quân Boston vào ngày 1 tháng 2, 1957 dưới quyền chỉ huy của Hạm trưởng, Trung tá Hải quân William H. Rowan.

## Lịch sử hoạt động

### 1957 – 1960
Khởi hành từ Newport, Rhode Island vào ngày 11 tháng 4, 1957, Manley tiến hành chuyến đi chạy thử máy huấn luyện tại vùng biển Caribe. Nó rời San Juan, Puerto Rico vào ngày 7 tháng 6 để đi sang Bắc Âu cho một chuyến viếng thăm thiện chí, ghé đến Lisbon, Bồ Đào Nha; Amsterdam, Hà Lan; Kiel, Đức; và Copenhagen, Đan Mạch trước khi quay trở về Xưởng hải quân Boston vào ngày 12 tháng 7 để sửa chữa và cải biến.
Rời Boston vào ngày 22 tháng 8, Manley cùng một lực lượng đặc nhiệm tàu sân bay tấn công tham gia cuộc Tập trận Strike Back trong khuôn khổ Khối NATO. Nó đi đến Firth of Clyde, Scotland vào ngày 14 tháng 9, rồi lên đường ba ngày sau đó tiến hành chiến thuật tấn công mô phỏng ngoài khơi bờ biển Na Uy ở bên trên vòng Bắc Cực. Sau khi hoàn tất cuộc tập trận, nó quay trở về Norfolk, Virginia vào ngày 24 tháng 10. Con tàu sau đó được điều về Đội khu trục 41 và đảm nhiệm vai trò soái hạm của Hải đội Khu trục 4.
Cùng với các tàu khu trục Gearing (DD-710), Robert H. McCard (DD-822) và Vogelgesang (DD-862), Manley lên đường vào ngày 4 tháng 12 để hướng sang khu vực Địa Trung Hải, nơi nó có một lượt phục vụ cùng Đệ Lục hạm đội. Nó tiến hành tấn công mô phỏng để thực hành trên đường đi, nhưng được cho chuyển hướng vào ngày 11 tháng 12 để hướng đến quần đảo Azores, nhằm tìm kiếm một máy bay bị lâm nạn trong hoàn cảnh thời tiết xấu. Nó tiến hành tìm kiếm nhưng không có kết quả, cho đến sáng sớm ngày 12 tháng 12 khi một cơn sóng lớn ụp qua mạn tàu đã khiến hai thủy thủ thiệt mạng, nhiều người bị thương và gây hư hại cho nặng nhiều thiết bị vô tuyến và radar. Vượt qua các cơn sóng lớn và sức gió lên đến 80 kn (150 km/h), con tàu cố lết về đến cảng Lisbon, Bồ Đào Nha vào đêm 13 tháng 12, nơi nó được sửa chữa khẩn cấp và chăm sóc y tế cho những người bị thương. Chuyển đến Gibraltar vào ngày 18 tháng 12, nó được sửa chữa tại Xưởng tàu Hoàng gia Gibraltar cho đến ngày 4 tháng 1, 1958, rồi lên đường đi ngang qua Bermuda để về đến Norfolk vào ngày 15 tháng 1. Con tàu đi vào Xưởng hải quân Philadelphia để được sửa chữa toàn diện trong bốn tháng, rồi quay trở về Norfolk vào ngày 29 tháng 4, tiếp tục đảm nhiệm vai trò soái hạm cho Hải đội Khu trục 4.
Manley cùng hải đội lên đường vào ngày 6 tháng 6 cho một lượt hoạt động cùng Hạm đội Đại Tây Dương, bao gồm thực hành huấn luyện cho học viên sĩ quan, hộ tống cho tàu sân bay Lake Champlain (CV-39) và viếng thăm các cảng Kiel, Đức; Copenhagen, Đan Mạch; và Antwerp, Bỉ. Quay trở về Norfolk vào ngày 2 tháng 10, nó lại cùng tàu sân bay Intrepid (CVA-11) gia nhập Đệ Nhị hạm đội để thực hành cơ động hạm đội ngoài khơi San Juan, Puerto Rico. Sau đó nó làm nhiệm vụ canh phòng máy bay cho tàu sân bay Franklin D. Roosevelt (CVA-42) hoạt động dọc theo vùng bờ Đông ngoài khơi Virginia Capes.
Sang đầu năm 1959, Manley thực tập chống tàu ngầm tại khu vực vịnh Guantánamo, Cuba. Nó cùng toàn bộ Hải đội Khu trục 4 chuyển cảng nhà đến Charleston, South Carolina từ ngày 1 tháng 3, và đơn vị lại lên đường vào ngày 21 tháng 9 cho một lượt phục vụ cùng Đệ Lục hạm đội tại khu vực Địa Trung Hải. Con tàu tham gia thực hành chống tàu ngầm cùng các tàu chiến Anh ngoài khơi Crete, tham gia các cuộc Tập trận "Long Haul" phòng không và cuộc Tập trận "Boomerang" chống tàu ngầm cùng các tàu chiến Pháp. Sau khi quay trở về, nó được đại tu tại Xưởng hải quân Charleston trước khi lại lên đường vào ngày 21 tháng 7, 1960 để thực hành tác xạ ngoài khơi Culebra, Puerto Rico. Vào ngày 27 tháng 7, nó phục vụ như tàu thu hồi trong việc phóng thử nghiệm một tên lửa trong khuôn khổ Chương trình Mercury. Sau đó nó lên đường đi sang Cardiff, Wales, đến nơi vào ngày 3 tháng 10, rồi tham gia thử nghiệm tuần tra chống tàu ngầm trên chặng quay trở về, về đến Charleston vào ngày 20 tháng 10.

### 1961 - 1965
Manley huấn luyện chống tàu ngầm ngoài khơi Jacksonville, Florida trước khi lên đường vào ngày 8 tháng 3, 1961 để đi sang vịnh Pollensa, Majorca. Con tàu tham gia cơ động hạm đội cùng tàu sân bay Forrestal (CVA-59) trong thành phần Đệ Lục hạm đội ngoài khơi Beirut, Lebanon. Nó rời Rota, Tây Ban Nha vào ngày 23 tháng 9 và về đến Charleston vào ngày 5 tháng 10. Chiếc tàu khu trục lại lên đường hướng sang vùng biển Cộng hòa Dominica đang chịu nhiều bất ổn và bạo loạn, nơi nó cùng hai tàu khu trục khác tham gia cùng tàu sân bay Franklin D. Roosevelt để tuần tra về phía Nam đảo Hispaniola. Vào đầu năm 1962, nó lại phục vụ như tàu thu hồi một chuyến bay của Chương trình không gian Mercury, rồi hỗ trợ canh phòng máy bay cho hoạt động huấn luyện phi công của tàu sân bay Independence (CVA-62). Trong vòng ba ngày nó đã cứu vớt hai phi công bị rơi xuống biển vào ban đêm.
Lên đường vào ngày 28 tháng 9, 1962, Manley đi sang khu vực vịnh Guantánamo, Cuba để huấn luyện ôn tập, và đã cứu vớt một phi công máy bay trực thăng bị rơi trên biển. Trong vụ Khủng hoảng tên lửa Cuba, nó đã tham gia hoạt động "cô lập hàng hải" đảo quốc này trong tháng 10 và tháng 11, và khi trên đường quay trở về đã cứu vớt ba người từ chiếc thuyền buồm Avian đang trôi nổi tại Đại Tây Dương.
Vào cuối tháng 1, 1963, Manley lên đường đi sang vùng biển Caribe để tham gia cuộc Tập trận Springboard 63, thực hành chống tàu ngầm cùng với tàu sân bay Essex (CVS-9), và đợt thực hành chống ngầm phối hợp Hoa Kỳ-Canada ngoài khơi Halifax, Nova Scotia. Con tàu được phái sang hoạt động tại khu vực Địa Trung Hải vào tháng 10, đảm nhiêm vai trò soái hạm của Đệ Lục hạm đội trong chuyến viếng thăm ba ngày đến Tunis. Nó tiếp tục hoạt động cùng Lực lượng Trung Đông trong tháng 12. Vào ngày 12 tháng 1, 1964, khi nổ ra cuộc nổi dậy của người gốc Phi tại Zanzibar, con tàu được phái đến để di tản công dân Hoa Kỳ đang bị mắc kẹt giữa cuộc bạo loạn. Hạm phó của Manley, Thiếu tá Hải quân Joseph E. Murray, Jr., cùng một nhóm thủy thủ đã lên bờ vào ngày hôm sau để đàm phán với nhóm nổi dậy vũ trang. Ông đã thành công khi thuyết phục họ cho phép di tản 91 công dân Hoa Kỳ.
Được bảo trì tại Charleston sau khi quay trở về Hoa Kỳ vào tháng 5, Manley tiếp tục hoạt động thường lệ dọc bờ biển Đại Tây Dương cho đến ngày 6 tháng 1, 1965, khi nó lại lên đường đi sang khu vực Địa Trung Hải, đại diện cho Hoa Kỳ tham gia lễ kỷ niệm mười năm thành lập Khối CENTO tại Iskenderum, Thổ Nhĩ Kỳ. Trên đường quay trở về, nó chứng kiến tai nạn va chạm giữa chiếc Kaskaskia và tàu chở dầu mang cờ Liberia SS World Bond gần đảo St. Helena. Nó đã cứu vớt 23 hành khách và thủy thủ của chiếc World Bond, rồi giúp dập tắt hỏa hoạn và ngăn không cho tiếp tục ngập nước. Đến ngày 9 tháng 8, chiếc tàu khu trục tham gia hoạt động thu hồi tàu không gian Gemini V.

### 1966 - 1970
Manley tiếp tục hoạt động thường lệ dọc bờ biển Carolina cho đến khi khởi hành từ Charleston vào ngày 5 tháng 10, 1966 do được phái sang hoạt động trong cuộc Chiến tranh Việt Nam. Nó gia nhập Hải đội Khu trục 20 tại vịnh Guantánamo, Cuba, rồi hướng sang Thái Bình Dương qua lối kênh đào Panama. Đi đến ngoài khơi Đà Nẵng vào ngày 21 tháng 11, nó thay phiên cho tàu khu trục Hull (DD-945) trong thành phần Đơn vị Đặc nhiệm 70.8.9, một lực lượng hỗ trợ hỏa lực trực thuộc Đệ Thất hạm đội. Con tàu làm nhiệm vụ bắn hải pháo hỗ trợ cho hoạt động tác chiến trên bộ cho đến ngày 7 tháng 12, khi một liều thuốc phóng bị kích nổ tại khóa nòng tháp pháo 51 phía mũi tàu. Vụ nổ đã phá hủy tháp pháo, gây hỏa hoạn và đe dọa kích nổ hầm đạn pháo; tuy nhiên hoạt động kiểm soát hư hỏng đã dập tắt được đám cháy trước khi có thể gây hư hại thêm. Những người bị thương được di tản bằng máy bay trực thăng, và con tàu ghé đến Đà Nẵng trước khi đi sang vịnh Subic, Philippines để sửa chữa.
Hoàn tất việc sửa chữa, Manley gia nhập cùng tàu sân bay Enterprise (CVAN-65) và soái hạm khu trục Bainbridge (DLGN-25) để hoạt động trong vịnh Bắc Bộ cho đến khi được điều sang Đội đặc nhiệm 77.4 để hoạt động chống tàu ngầm cùng tàu sân bay Bennington (CVS-20). Con tàu được tặng thưởng Đơn vị Tuyên dương Hải quân trong giai đoạn hoạt động này tại vùng biển Đông Nam Á; nó quay trở về Charleston vào tháng 5, 1967, nhưng đến tháng 9 tại được tiếp tục phái sang hoạt động tại Việt Nam. Đợt phục vụ thứ hai này kéo dài hơn tám tháng, cho đến khi nó quay trở về Charleston vào tháng 6, 1968.
Vào ngày 31 tháng 1, 1970, Manley được tạm thời xuất biên chế tại Xưởng hải quân Philadelphia để được đại tu đồng thời hiện đại hóa nhằm nâng cao năng lực chống ngầm. Nó nhập biên chế trở lại vào ngày 19 tháng 4, 1971 và gia nhập Chi hạm đội Tuần dương Khu trục 4 tại Norfolk. Sau khi hoàn tất việc chạy thử máy huấn luyện tại khu vực vịnh Guantánamo, Cuba, nó gia nhập Hải đội Khu trục 12 rồi được phái sang cảng nhà mới tại Athens, Hy Lạp vào ngày 1 tháng 9, 1972. Con tàu từng được phái đến những điểm nóng xung đột như cuộc Chiến tranh Yom Kippur vào tháng 10, 1973; và sự kiện Thổ Nhĩ Kỳ xâm lược Síp vào năm 1974. Nó là chiếc tàu chiến Hoa Kỳ đầu tiên viếng thăm İzmir, Thổ Nhĩ Kỳ vào tháng 12, 1973. Nó lên đường vào ngày 22 tháng 7, 1975 để quay trở về Hoa Kỳ.
Sau khi được đại tu tại Xưởng hải quân Philadelphia, Manley chuyển đến cảng nhà mới tại Mayport, Florida vào tháng 12, 1976, và huấn luyện ôn tập cho đến tháng 3, 1977. Nó tham gia các cuộc tập trận của Đệ Nhị hạm đội, và sau đó cùng với Đệ Lục hạm đội, từ tháng 11, 1977 đến tháng 7, 1978; và sau đó là một lượt biệt phái phục vụ tại các khu vực Địa Trung Hải và Bắc Âu. Tại Mayport vào ngày 8 tháng 4, 1979, đang lúc chuẩn bị khởi hành, một vụ hỏa hoạn bùng phát tại phòng nồi hơi phía trước đã khiến mười hai người bị thương, trong đó một người sau đó từ trần. Việc sửa chữa con tàu tiêu phí mất 75 triệu Đô la. Vào ngày 1 tháng 10, 1979, chiếc tàu khu trục lần đầu tiên băng qua vòng Bắc Cực.
Manley tiếp tục hoạt động khắp khu vực biển Caribe, từng ghé đến viếng thăm Curaçao, Antilles; Limón, Costa Rica; và Santo Tomás de Castilla, Guatemala. Nó rời Mayport để được đại tu tại Boston vào năm 1980, rồi được điều đến Newport, Rhode Island để thực hành tại vịnh Narragansett và huấn luyện ôn tập tại vịnh Guantánamo, Cuba. Sau đó nó tập trận tại khu vực phụ cận Puerto Rico từ ngày 3 tháng 4 đến ngày 3 tháng 5, 1982, rồi khởi hành vào ngày 8 tháng 6 cho chuyến đi sau cùng sang Địa Trung Hải. Nó hỗ trợ cho việc di tản công dân Hoa Kỳ khỏi Beirut, Lebanon để tránh hoạt động khủng bố, rồi tiếp tục đi sang Ấn Độ Dương và ghé đến Karachi, Pakistan. Con tàu tham gia tập trận cùng Lực lượng Trung Đông từ ngày 16 tháng 10 đến ngày 24 tháng 11 trước khi quay trở về Newport vào ngày 22 tháng 12.
Manley được cho xuất biên chế lần sau cùng vào ngày 4 tháng 3, 1983, và được rút tên khỏi danh sách Đăng bạ Hải quân vào ngày 1 tháng 6, 1990. Con tàu bị bán vào ngày 11 tháng 12, 1992 cho hãng Fore River Shipyard and Iron Works để tháo dỡ. Khi Fore River Shipyard bị phá sản, con tàu được bán lại cho N. R. Acquisition Incorporated vào ngày 30 tháng 6, 1994 và tháo dỡ bởi hãng Wilmington Resources ở Wilmington, North Carolina.